# Monarcha menckei
Monarcha menckei é uma espécie de ave da família Monarchidae.
É endémica da Papua-Nova Guiné.
Os seus habitats naturais são: florestas subtropicais ou tropicais húmidas de baixa altitude e jardins rurais.
Está ameaçada por perda de habitat.